# Oscar Muratorio
Oscar Eduardo Justo Muratorio (Buenos Aires, 28 de febrero de 1900-Ib., 5 de febrero de 1977) fue un militar argentino, perteneciente al Ejército y posteriormente a la Fuerza Aérea, que accedió a la jerarquía de brigadier general y fue comandante en jefe de la aeronáutica en dos oportunidades: por primera vez, desde el 3 de noviembre de 1945 hasta el 10 de noviembre de ese mismo año, y por segunda oportunidad, desde el 19 de julio de 1946 hasta el 4 de octubre de 1951.

## Carrera

### Como oficial del Ejército Argentino
Terminados sus estudios secundarios, Muratorio decidió seguir la carrera militar. Ingresó al Colegio Militar de la Nación el 1 de marzo de 1919, del cual egresaría el 22 de diciembre de 1921 como subteniente del arma de caballería. El 1 de junio de 1925, siendo teniente, inició el curso de aviador militar en la Escuela Militar de Aviación del cual se graduó el 10 de diciembre de 1926, por lo que se desincorporó del arma de caballería para ingresar al arma de aviación del Ejército.
Sus pasos más destacados tuvieron lugar en 1933, en donde el entoneces capitán Muratorio formó parte de la Escuadrilla «Sol de Mayo», que escoltó los vuelos del presidente Agustín Pedro Justo en sus visitas a Uruguay y Brasil. La función de Muratorio, junto a un sargento, consistía en reparar y reabastecer a los aviones.
El mayor Muratorio fue puesto al frente de la Dirección de la Escuela de Aviación Militar el 30 de abril de 1938. Ejerció dicho cargo hasta el 4 de abril de 1940.
El 4 de marzo de 1941, el Comando de Aviación del Ejército se organizó la Agrupación Transporte, y el jefe designado para conducirla fue el mayor Oscar Muratorio. A esta unidad le fue asignada como dotación cinco Junkers Ju 52. Luego se le sumaría un Junker Ju K43 sanitario y dos Lockheed.
Promediando el año 1944, el por entonces teniente coronel Muratorio, fue designado director general de Aeronáutica Civil. Cargo que ejerció hasta noviembre de 1945.

## Oficial de la Fuerza Aérea Argentina
Una vez creada la Fuerza Aérea Argentina, el 4 de enero de 1945, Oscar Eduardo Justo Muratorio fue dado de alta en el escalafón de la Aeronáutica Militar permanente con el grado de Vicecomodoro, el equivalente al grado de Teniente Coronel que ostentaba dentro de las filas del Ejército, y es promovido al grado inmediato superior, Comodoro.

### Primer período como titular de la Fuerza Aérea Argentina
El 3 de noviembre de 1945, el Comodoro Muratorio fue designado en el cargo de Comandante de la Fuerza Aérea Argentina. Reemplazó al saliente titular de la aeronáutica, Brigadier Edmundo Sustaita. Sin embargo su primer paso por la comandancia de la fuerza aérea fue efímero, ya que fue sustituido siete días después de haber asumido por el Brigadier Pedro Castex Lainfor.

### Segundo período como titular de la Fuerza Aérea Argentina
El 19 de julio de 1946 el titular de la aeronáutica, Castex Lainfor, pasa a retiro. Su cargo vuelve a ser cubierto nuevamente por Oscar Muratorio, que ostentaba el grado de Brigadier. Durante su segundo mandato, la Fuerza Aérea Argentina incorporó una gran cantidad de aviones de combate y entrenamiento, hecho que se vio beneficiado aún más por la expansión de la industria aeronáutica en Argentina. También fueron incorporados varios expertos aeronáuticos alemanes, entre ellos Kurt Tank, que habían huido tras el fin de la Segunda Guerra Mundial y sus aportes potenciaron el desarrollo aeronáutico militar argentino.
El brigadier general Oscar Muratorio pasó a retiro, tras un intento de golpe de Estado encabezado por el General de División Benjamín Menéndez. Una vez que la asonada fuera dominada, hubo una purga en las tres fuerzas armadas: en la aeronáutica fue relevado el Comandante en Jefe Oscar Muratorio y pidió su relevo al titular del Ministerio de Aeronáutica, Brigadier Mayor César Ojeda. El presidente Juan Domingo Perón designó como nuevo Ministro de Aeronáutica al Brigadier Mayor Juan Ignacio San Martín y como Comandante en Jefe de la Fuerza Aérea al Brigadier General Gustavo Hermansson.
Formalmente, Oscar Muratorio pasó a retiro efectivo el 4 de octubre de 1951.